# Mapou Yanga-Mbiwa
Mapou Yanga-Mbiwa, francoski nogometaš, * 15. maj 1989, Bangui, Srednjeafriška republika.
Yanga-Mbiwa je nekdanji član francoskega prvoligaša Olympique Lyonnais. Po svoji osnovni nogometni usmeritvi je bil desni centralni branilec, a lahko igra na katerem koli drugem branilskem položaju. Yanga-Mbiwa je v Franciji naturaliziran državljan, s čimer ima pravico Francijo zastopati na najvišji mednarodni ravni.

## Kariera
Rodil se je v Banguiju, glavnem mestu Srednjeafriške republike. V Francijo je prišel pri okoli petih letih, ko so se z družino preselili v občino Port-de-Bouc, ki leži v bližini mesta Marseille, v departmaju Bouches-du-Rhône. Mladinskemu pogonu Montpellierja se je pridružil leta 2005. V profesionalnih vrstah je debitiral 23. februarja 2007, ko je moral Montpellier v drugi francoski ligi Ligue 2 z 0–1 priznati premoč ekipi Bastie. Yanga-Mbiwa je tisto srečanje pričel v začetni enajsterici in nato odigral vseh 90 minut, v katerih si je prislužil tudi rumeni karton. Po koncu sezone 2006/07 je s klubom podpisal svojo prvo profesionalno pogodbo, ki ga je vezala v triletno sodelovanje do leta 2010. S tem je tudi uradno napredoval v člansko ekipo, kjer so mu podelili dres s številko 3.
Na začetku sezone 2007/08 je imel status rezervista, a ga je do septembra 2007 Montpellierjev trener Rolland Courbis kljub njegovim rosnim 18 letom imenoval v začetno enajsterico. Yanga-Mbiwa je status standardnega člana začetne postave ohranil vse do konca sezone. V skupaj 41 nastopih, na katerih je dosegel 1 zadetek, ni razočaral. Po Montpellierjevi zmagi 1–0 nad Ajacciom 31. avgusta je Yanga-Mbiwa nastopil na vsaki klubski tekmi, vklučno s tekmami v Francoskem pokalu in Ligaškem pokalu, v katerih je Montpellier dosegel osmino finala oziroma četrtfinale. Svoj edini zadetek sezone je dosegel 12. maja 2008 proti Gueugnonu, ko je nasprotnikovo mrežo zatresel v sodnikovem dodatku in svoje moštvo popeljal do zmage z 2–1. 
Mesto v začetni enajsterici mu je ostalo tudi v naslednji sezoni, sezoni 2008/09. Kljub konkurenci na njegovem igralnem mestu s strani še dveh mladcev, Mickaëla Nelsona in Abdelhamida El Kaoutarija, je Yanga-Mbiwa na zelenici s svojimi predstvami navduševal. Skupaj je nastopil na 33 srečanjih in vnovič prispeval 1 zadetek. Tudi ta zadetek je dosegel v sodnikovem dodatku, ko je Montpellierju prinesel izenačenje 3–3 proti Angersu. Njegov izenačujoči zadetek je padel komaj nekaj sekund po zadetku Malika Couturierja, s katerim je Angers povedel 3–2.  20. marca 2009, ko se je z ekipo krčevito boril za napredovanje v prvo ligo Ligue 1, je na srečanju proti Brestu staknil težjo poškodbo. Slednja ga je od nogometnih zelenic oddaljila za skoraj 2 meseca. V ekipo se je vrnil šele 8. maja 2009 za zadnja štiri srečanja sezone, na katerih je pomagal klubu pomagal do 2. mesta na lestvici. Montpellier se je v prvo ligo uvrstil šele na zadnji dan tekmovanja, ko je z 2–1 premagal neposrednega konkurenta za vstop med elito, moštvo Strasbourga.
Kljub uspešni sezoni in napredovanju v prvo ligo je zavoljo korupcijske sodbe, zaradi katere je naposled pristal v zaporu, s položaja odstopil Rolland Courbis. Novi strateg Montpellierja je tako postal René Girard. Girard se je hitro po prevzemu delovnega mesta izjasnil, da želi v klubu obdržati Yanga-Mbiwaja. 2. junija 2009 je tako sledilo obojestransko podaljšanje pogodbe, po kateri naj bi Yanga-Mbiwa v Montpellierju ostal do leta 2012.  Yanga-Mbiwa je v Ligue 1 debitiral v uvodnem krogu, ko je s soigralci iztržil remi 1–1 proti Paris Saint-Germainu.  12. maja 2010 je Yanga-Mbiwa podpisal novo podaljšanje pogodbe, ki ga tako veže v sodelovanje s klubom vse do leta 2013.

## Reprezentančna kariera
Yanga-Mbiwa ima dvojno državljanstvo Francije in Srednjeafriške republike, s čimer ima pravico na mednarodni ravni zastopati obe državi. Potem ko dolgo časa ni zaigral za nobeno mladinsko reprezentanco, ga je 1. oktobra 2009 vpoklical francoski U21 selektor Eric Mombaerts. Yanga-Mbiwa se je tako pridružil kadru francoske reprezentance do 21 let za tekmi kvalifikacij za Evropsko prvenstvo do 21 let, proti Malti in Belgiji 9. in 13. oktobra. 

## Statistika
Od 24. aprila 2011.
| Klub             | Sezona           | Liga    | Liga | Pokal   | Pokal | Evropa  | Evropa | Skupaj  | Skupaj |
| Klub             | Sezona           | Nastopi | Goli | Nastopi | Goli  | Nastopi | Goli   | Nastopi | Goli   |
| ---------------- | ---------------- | ------- | ---- | ------- | ----- | ------- | ------ | ------- | ------ |
| Montpellier      | 2006/07          | 1       | 0    | 0       | 0     | –       | –      | 1       | 0      |
| Montpellier      | 2007/08          | 34      | 1    | 7       | 0     | –       | –      | 41      | 1      |
| Montpellier      | 2008/09          | 29      | 1    | 4       | 0     | –       | –      | 33      | 1      |
| Montpellier      | 2009/10          | 36      | 0    | 1       | 0     | –       | –      | 34      | 0      |
| Montpellier      | 2010/11          | 30      | 1    | 1       | 0     | 2       | 0      | 31      | 1      |
| Montpellier      | Skupaj           | 130     | 3    | 12      | 0     | 2       | 0      | 141     | 3      |
| Skupaj v karieri | Skupaj v karieri | 130     | 3    | 12      | 0     | 2       | 0      | 141     | 3      |